# Лекуму
Лекуму (на френски: Lekoumou) е една от десетте области на Република Конго. Разположена е в южната част на страната и граничи с Габон. Столицата на областта е град Сибити. Площта ѝ е 20 950 км², а населението е 96 393 души, по преброяване от 2007 г. Лекуму е разделена на 4 общини.